# 石川博行
石川 博行（いしかわ ひろゆき、1971年 - ）は、日本の経営学者、大阪市立大学大学院経営学研究科教授。

## 略歴
愛媛県生まれ。1995年神戸大学経営学部会計学科卒、2000年同大学院博士課程修了、「連結会計情報が株価形成に及ぼす影響に関する実証研究」で経営学博士。2000年大阪市立大学講師、2001年助教授、2007年准教授を経て、2009年教授となる。2007年『配当政策の実証分析』で日経・経済図書文化賞受賞。

## 著書
- 『連結会計情報と株価形成』千倉書房 2000
- 『配当政策の実証分析』中央経済社 2007
- 『株価を動かす配当政策 コロボレーション効果の実証分析』中央経済社 2010

### 共著
- 『企業価値向上のための財務会計リテラシー』西川郁生編著 秋葉賢一,長谷川茂男,柳良平共著 日本経済新聞出版社 2016

## 論文
- 石川博行「1株当たり5円配当基準と企業評価(1)」『経営研究』第55巻第1号、大阪市立大学経営学会、2004年5月、31-47頁、ISSN 0451-5986、NAID 120006002070。
- 石川博行「1株当たり5円配当基準と企業評価(2)」『経営研究』第55巻第2号、大阪市立大学、2004年7月、151-168頁、ISSN 04515986、NAID 110000981149。
- 石川博行「1株当たり5円配当基準と企業評価(2)」『経営研究』第55巻第2号、大阪市立大学経営学会、2004年7月、151-168頁、ISSN 0451-5986、NAID 120006002053。
- 須田一幸, 榎本正博, 石川博行「倒産企業の会計操作(6・完)証券市場に与えた影響」『會計』第166巻第3号、森山書店、2004年9月、459-469頁、ISSN 03872963、NAID 40006383806。
- 石川博行「連結ベースの配当政策と株価形成(1)」『経営研究』第55巻第3-4号、大阪市立大学経営学会、2005年2月、73-98頁、ISSN 0451-5986、NAID 120006002039。
- 石川博行「連結ベースの配当政策と株価形成(2)」『経営研究』第56巻第1号、大阪市立大学経営学会、2005年5月、181-208頁、ISSN 04515986、NAID 110004600411。
- 石川博行「記念配当の拘束性と株価形成(1)」『経営研究』第56巻第4号、大阪市立大学経営学会、2006年2月、227-248頁、ISSN 04515986、NAID 110004633863。
- 石川博行「記念配当の拘束性と株価形成(2)」『経営研究』第57巻第1号、大阪市立大学経営学会、2006年5月、61-80頁、ISSN 04515986、NAID 110004751278。
- 石川博行, 太田裕貴「特別配当の実態分析」『経営研究』第62巻第3号、大阪市立大学経営学会、2011年11月、1-15頁、ISSN 0451-5986、NAID 110008713087。
- 石川博行「自社株買い企業の将来業績と市場の期待」『會計』第192巻第6号、森山書店、2017年12月、611-622頁、ISSN 0387-2963、NAID 40021382282。